# Proceratium denticulatum
Proceratium denticulatum är en myrart som beskrevs av John E. Lattke 1991. Proceratium denticulatum ingår i släktet Proceratium och familjen myror. Inga underarter finns listade i Catalogue of Life.